# Personaggi di Spy × Family

Questa è una lista dei personaggi di Spy × Family, manga di Tatsuya Endo, serializzato sulla rivista digitale Shōnen Jump+ di Shūeisha a partire dal 25 marzo 2019.. Gli stessi compaiono anche nella serie televisiva anime e in tutti i media derivati. 

## Famiglia Forger
Loid Forger (ロイド・フォージャー?, Roido Fōjā) / Twilight (黄昏?, Tasogare)
Doppiato da: Takuya Eguchi (ed. giapponese), Mattia Bressan (ed. italiana)
È un agente dei servizi segreti di Westalis, il WISE, che opera nella confinante Ostania al fine di preservare la pace tra i due Paesi. È costretto a crearsi una famiglia, composta dalla moglie Yor e dalla figlia Anya, per avvicinare il suo obiettivo, un potente politico di nome Donovan Desmond. Le informazioni su di lui sono scarse: si conosce il nome in codice, il fatto che è originario della città di Luwen e che ha perso entrambi i genitori da bambino nella guerra tra Westalis e Ostania. Sono sconosciuti il suo vero nome (si è arruolato nell'esercito usando un nome di fantasia, Roland Spoofy) e la sua età (anche se probabilmente è un uomo sulla trentina). È abile nel travestimento, grazie a speciali maschere da lui fabbricate che gli permettono di impersonare quasi chiunque; è un abile combattente con armi da fuoco e taglio, è meticoloso, calcolatore e soprattutto pragmatico, e queste qualità gli permettono di adattarsi alla situazione in cui si trova. Ciò lo rende una delle spie migliori del suo campo. Nonostante ciò trova difficoltà a gestire una famiglia, facendo comunque del suo meglio per non rovinare la copertura. Con il tempo sembra affezionarsi inconsciamente sia ad Anya che a Yor, concedendo loro molte premure, che considera però nate dal suo desiderio di portare al termine la sua missione con successo, invece che da un sincero affetto.
Anya Forger (アーニャ・フォージャー?, Ānya Fōjā)

Doppiata da: Atsumi Tanezaki (ed. giapponese), Valentina Pallavicino (ed. italiana)
La figlia adottiva di Loid. È una bambina di 6 anni (dichiarati) che viene "usata" dalla spia per entrare alla prestigiosa scuola Eden, al fine di avvicinarsi al pericoloso Donovan Desmond. Prima d'essere adottata da Twilight, Anya ha cambiato più e più volte famiglia, per poi tornare all'orfanotrofio. Quello che Loid non sa è che la bambina è una telepate, a causa degli esperimenti genetici di un progetto segreto. Per questo fin dal principio sa del lavoro del padre adottivo e, successivamente, della madre, e fa di tutto per assecondare soprattutto il primo, per non essere abbandonata di nuovo. È una bambina molto allegra, sveglia, curiosa e affettuosa. Non eccelle nello studio o nello sport, ma ha dimostrato spesso di essere intraprendente e scaltra, aiutando il padre in più di un'occasione. Durante l'eclissi di luna, perde il suo potere.
Yor Briar (ヨル・ブライア?, Yoru Buraia) / Rosaspina/Thorn Princess (いばら姫?, Ibara Hime)
Doppiata da: Saori Hayami (ed. giapponese), Elisa Giorgio (ed. italiana)
La moglie di Loid e matrigna di Anya. All'apparenza una normale impiegata municipale di 27 anni, in realtà lavora anche come assassina per conto della Garden, una misteriosa organizzazione filo-ostaniana che si occupa di eliminare traditori o elementi scomodi alla nazione, con il nome in codice di Thorn Princess. Accetta di sposare Loid per fargli raggiungere i suoi obiettivi e crearsi a sua volta una copertura per non essere scoperta dalla polizia segreta Ostaniana. Ha iniziato a lavorare da sicaria in giovane età per mantenere economicamente il fratello e concedergli una vita normale, decidendo poi di continuare il lavoro anche per mantenere la pace nazionale e punire chiunque la minacciasse. Ovviamente Loid non è a conoscenza di questa doppia vita (così come lei non sa che lui è una spia), mentre l'unica a sapere la verità è Anya, per via dei suoi poteri. Fisicamente Yor è più forte di Loid, al punto di poter deviare una macchina in corsa con un calcio, ed è estremamente agile, oltre che abile nell'uso di armi da taglio. Le sue armi principali sono due pugnali dorati molto simili a degli enormi punteruoli. Le sue uniche debolezze sono il non saper reggere l'alcol e le sue scarse doti culinarie, tranne per lo stufato meridionale.
Nonostante il suo lavoro di sicaria, Yor è una persona molto gentile, premurosa, timida e socialmente impacciata, oltre che ingenua e credulona. Essendosi presa cura del fratello sin da quando era piccola, Yor dimostra di essere un'ottima madre: è estremamente protettiva nei confronti di Anya, arrivando a ricorrere alla violenza quando la bambina si trova in pericolo, e riprendendola se non le dà ascolto o le disubbidisce.
Nel corso della storia Yor si affeziona sempre più a Anya e Twilight, al punto che il desiderio di poter continuare a vivere con loro una vita pacifica diventa il principale motivo per continuare la sua carriera da assassina.
Bond Forger (ボンド・フォージャー?, Bondo Fōjā)
Doppiato da: Kenichirō Matsuda (ed. giapponese), Francesco Orlando (ed. italiana)
L'animale domestico della famiglia, è un cane da montagna dei Pirenei. In origine era il soggetto di un progetto segreto denominato Progetto Apple, sotto il nome di "Soggetto 8" (実験体8号?, Jikkentai Hachi-gō, lit. "Soggetto sperimentale n. 8"). Grazie al progetto può vedere il futuro, fatto noto solo ad Anya grazie alla sua telepatia. Incontra Anya e la famiglia Forger quando viene utilizzato in un attentato terroristico. Grazie alla sua abilità ha stabilito un contatto con Anya e l'ha protetta, salvando inconsapevolmente la vita di Loid. Successivamente è stato adottato dai Forger ed è stato chiamato Bond da Anya, in onore del personaggio dei cartoni animati preferito di Anya in "Spy Wars", Bondman. Mostra amore incondizionato e lealtà alla famiglia ed è particolarmente vicino ad Anya. Pertanto, mostra gelosia quando Anya mostra affetto verso gli altri, anche se si tratta solo di giocattoli.
È un cane più intelligente e forte della media, capace di comprendere le istruzioni dei suoi proprietari, riconoscere i pericoli e abbattere gli esseri umani adulti. Tuttavia esita a combattere per via del suo buon temperamento, salvo situazioni di grave pericolo. Bond teme la cucina di Yor dopo che la sua vista futura una volta gli ha mostrato che avrebbe potuto ucciderlo e fa di tutto per evitarle. Ha anche stretto un legame con Franky durante i periodi in cui l'informatore ha dovuto prendersi cura di lui.

## Personaggi della Eden Academy
La Eden è una scuola privata di grande prestigio ad Ostania, che copre gli anni di scuola dai 6 ai 18 anni. È frequentata da circa 2500 studenti in totale.

### Insegnanti
Henry Henderson (ヘンリー・ヘンダーソン?, Henrī Hendāson)
Doppiato da: Kazuhiro Yamaji (ed. giapponese), Aldo Stella (ed. italiana)
Insegnante di storia e custode del Dormitorio 3, Cecile Hall all'Eden Academy. Ha consacrato la sua vita all'eleganza, che applica in ogni forma e che cerca di insegnare ai suoi studenti. Sembra colpito sinceramente dai Forger e spesso prende le loro difese. Sebbene insegni storia, lo si vede fare da supplente in altre materie quando gli altri insegnanti si ammalano, diventando una gag ricorrente nella storia. Si preoccupa dell'istruzione e del benessere di ogni studente e a volte è arrivato al punto di mettersi in pericolo per proteggere i suoi studenti. È un conoscente di Martha Marriott, la maggiordoma di Becky Blackbell, in quanto erano compagni di scuola in gioventù.
Murdoch Swan (マードック・スワン?, Mādokku Suwan)
Doppiato da: Jin Urayama (ed. giapponese), Edoardo Lomazzi (ed. italiana)
Insegnante di economia e custode Dormitorio 2, Cline Hall all'Eden Academy. È figlio dell'ex Preside della Eden Academy. Sua moglie ha chiesto il divorzio un mese prima del colloquio di ammissione alla Eden Academy, ottenendo la piena custodia della loro unica figlia. Fa domande oltremodo scomode e pressanti ai candidati per valutare se sono degni di entrare nella scuola, risultando spesso odioso, inopportuno e rozzo nei modi. Scatena in questo modo l'ira di Loid e Yor quando fa di tutto per non far entrare Anya nella scuola per pura malizia. In seguito Henry Henderson lo colpisce con un pugno in faccia, per mantenere il proprio onore da insegnante dell'Eden e per non lasciare impunita la sua cattiveria.
Walter Evans (ウォルター・エバンス?, Uorutā Ebansu)
Doppiato da: Hiroshi Yanaka (ed. giapponese), Oliviero Corbetta (ed. italiana)
Insegnante di inglese e custode del Dormitorio 5, Malcom Hall all'Eden Academy. È considerato gentile, affidabile, conservatore e benvoluto dai suoi studenti.
Donna Schlag (ドナ・シュラーグ?, Dona Shurāgu)
Un'insegnante estremamente rigorosa, membro del comitato disciplinare dell'Accademia Eden. Le piace dare Tonitrus Bolts agli studenti, anche per le infrazioni più piccole e infondate, sostenendo che anche gli errori minori devono essere evitati a tutti i costi per il bene del loro futuro. Gli studenti sono comprensibilmente spaventati da lei, la chiamano Vecchia Signora Tonitrus (トニトおばさん?, Tonito Obasan) e spargono la voce che ha espulso oltre 100 studenti. Ha un assistente chiamato Rahden (ラーデン?, Rāden), che l'aiuta a trasportare la sua scatola di Tonitrus Bolts.
Benedict Ivan Goodfellow (ベネディクト・アイヴァン・グッドフェラー?, Benedikuto Aivan Guddoferā)
Doppiato da: Yohei Tadano (ed. giapponese), Francesco Orlando (ed. italiana)
L'attuale preside di Accademia dell'Eden. Secondo alcuni membri della struttura, è una persona giusta e onesta, che non può essere comprata con la corruzione. Ha tenuto il discorso di benvenuto agli studenti durante la cerimonia di ingresso alla scuola.
Green (グリーン?, Gurīn)
Doppiata da: Hiroshi Shirokuma (ed. giapponese), Marco Balzarotti (ed. italiana)
Il custode del dormitorio di Cecil Hall. Indossa una benda sull'occhio sinistro e ha una grande cicatrice sotto la benda sul viso. Era in Marina, il che gli ha permesso di acquisire diverse abilità di sopravvivenza necessarie. Ha portato Damian, Ewen ed Emile in campeggio come richiesto da Henderson. In seguito ha scortato gli autobus degli studenti del primo anno di Eden e si è subito reso conto che gli autobus erano in pericolo. Ha dato la caccia ma è stato fermato di colpo da un colpo di pistola alla ruota della sua auto, apparentemente senza riportare ferite.
Thomas Austin (トーマス・オースティン?, Tōmasu Ōsutin)
Doppiata da: Hiroki Gotō
Il tutor interno di Cecil Hall. È una persona gentile e dalla voce dolce e insegna da 30 anni. Ha sperimentato vari sintomi mentali dopo l'incidente del dirottamento dell'autobus. Dopo aver frequentato le sedute di consulenza di Loid, si è reso conto che quei problemi di salute mentale derivavano in realtà dal suo matrimonio infelice e dalla paura di sua moglie. In seguito ha preso provvedimenti per affrontare la sua paura e risolvere i suoi problemi coniugali.

### Studenti
Damian Desmond (ダミアン・デズモンド?, Damian Dezumondo)
Doppiato da: Natsumi Fujiwara (ed. giapponese), Mosè Singh (ed. italiana)
Studente del primo anno, nonché secondogenito di Donovan Desmond. È un ragazzino arrogante e scortese per via dell'importanza della sua famiglia, che gli ha fatto guadagnare uno status molto rispettato tra i suoi coetanei. Inizialmente è infastidito da Anya, sebbene questa cerchi di farselo amico per assecondare il padre, fallendo quasi sempre. Ma inizia gradualmente a cambiare e sviluppare sentimenti per lei a causa di vari malintesi durante le loro interazioni. Il suo comportamento sbruffone è in parte spiegato dal fatto che il padre non sembra curarsi di lui, e quindi deve raggiungere il massimo prestigio nella scuola affinché il padre lo noti. Risiede nei dormitori di Cecil Hall a scuola con i suoi due amici più cari, Emile ed Ewen.
Becky Blackbell (ベッキー・ブラックベル?, Bekkī Burakkuberu)
Doppiata da: Emiri Katō (ed. giapponese), Giulia Maniglio (ed. italiana)
Studentessa del primo anno e prima vera amica di Anya, che la chiama "Milady". È la figlia del CEO della Blackbell, un'importante industria militare, perciò, in quanto ricca, è viziata e snob, ma anche gentile, sentimentale e molto legata ad Anya. Ha una cotta per Loid, il padre della sua amica, e cerca di attirare la sua attenzione senza successo. Sebbene veda Yor come una rivale, al tempo stesso l'ammira per la sua forza.
Emile Elman (エミール・エルマン?, Emiru Eruman)
Doppiato da: Hana Sato (ed. giapponese), Marcello Gobbi (ed. italiana)
Compagno di classe di Damian. È spensierato, rilassato e ama i dolci. Lui, Damian ed Ewen sono sempre visti insieme e sono sistemati nello stesso dormitorio, Cecil Hall. All'inizio lui ed Ewen sembravano essere i subalterni di Damian, ma in seguito hanno iniziato a trattarsi da pari a pari e sono rimasti insieme durante le difficoltà alla Eden. Lui ed Ewen non sono a conoscenza dei sentimenti di Damian nei confronti di Anya e continuano a prendersela con lei ogni volta che si scontrano.
Ewen Egeburg (ユーイン・エッジバーグ?, Yūin Ejjibāgu)
Doppiato da: Haruka Okamura (ed. giapponese), Stefano Pozzi (ed. italiana)
Compagno di classe di Damian. Sembra essere più brillante e attento di quanto sembri e sogna di diventare un astronauta in futuro. Lui, Damian ed Emile sono sempre visti insieme e sono sistemati nello stesso dormitorio, Cecil Hall. All'inizio lui ed Emile sembravano essere i subalterni di Damian, ma in seguito hanno iniziato a trattarsi da pari a pari e sono rimasti insieme durante le difficoltà alla Eden. Lui ed Emile non sono a conoscenza dei sentimenti di Damian nei confronti di Anya e continuano a prendersela con lei ogni volta che si scontrano.
George Glooman (ジョージ・グルーマン?, Jōji Gurūman)
Doppiato da: Shun Horie (ed. giapponese), Sebastiano Tamburrini (ed. italiana)
Il figlio dell'amministratore delegato della Glooman Pharmaceuticals e uno studente di prima elementare a Cecil Hall. Credendo che la sua azienda di famiglia fosse stata portata in bancarotta dal Gruppo Desmond e che di conseguenza avrebbe dovuto abbandonare la scuola, progettò di far espellere Damian, arrivando addirittura ad assumere la spia dilettante Daybreak per correggere il foglio delle risposte all'esame di Damian. La classe ebbe pietà di lui e lo salutò nel suo ultimo giorno. Quando l'equivoco è stato chiarito, è stato ancora in grado di andare a scuola il giorno successivo e da allora è stato ostracizzato dall'intera classe.
Bill Watkins (ビル・ワトキンス?, Biru Watokinsu)
Doppiato da: Hiroki Yasumoto (ed. giapponese), Giuseppe Russo (ed. italiana)
Un alunno di prima elementare a Wald Hall e figlio di un maggiore dell'esercito di Ostania. Soprannominato "Bazooka Bill" (魔弾のビル?, Madan no Biru) non solo per il suo fisico estremamente robusto ma anche per il suo intelletto perspicace, ha dominato tutti i tornei sportivi fin dall'asilo. Nonostante la sua forte mentalità, è incline a piangere quando affronta fallimenti e difficoltà come i bambini normali. È benvoluto dai suoi compagni di classe e tratta i suoi coetanei con considerazione.
Demetrius Desmond (デメトリウス・デズモンド?, Demetoriusu Dezumondo)
Doppiato da: Aoi Ichikawa (ed. giapponese), Daniel Magni (ed. italiana)
Primogenito di Donovan Desmond e fratello maggiore di Damian. Non si sa molto di lui, se non che fa parte della prestigiosa sezione degli "Studenti Imperiali", l'élite tra gli studenti, che si sono distinti in vari campi e per meriti. Sembra comunque che i suoi rapporti col fratello minore siano freddi e formali, come pure con il resto dei familiari. È la prima persona a cui Anya non riesce a leggere nel pensiero

## Altri personaggi
Franky (フランキー?, Furankī)
Doppiato da: Hiroyuki Yoshino (ed. giapponese), Massimo Di Benedetto (ed. italiana)
Informatore della WISE che gestisce una tabaccheria come copertura. È amico di Loid, che ha conosciuto al fronte ai tempi della guerra, ed è in grado di accedere a una grande quantità di informazioni altamente confidenziali senza essere scoperto. Aiuta l'agente in alcune missioni, dimostrandosi abbastanza competente per il lavoro sul campo. Spesso si occupa di tenere a bada Anya o Bond quando sia Loid che Yor sono fuori casa. Franky ha pure il forte desiderio di avere una compagna, ma tutti i suoi tentativi di conquiste amorose falliscono regolarmente. Dati i suoi capelli ricci, Anya lo ha soprannominato Cespuglio.
Handler (管理官?, Handorā) / Sylvia (シルヴィア?, Shiruvia)
Doppiata da: Yūko Kaida (ed. giapponese), Renata Bertolas (ed. italiana)
Il contatto principale di Loid; la donna fornisce all'agente tutti i dettagli sull'Operazione Strix, ossia la missione fulcro della trama. Non si sa molto del suo passato, neanche la sua età, comunque è una persona che sa farsi ubbidire, capace di essere sia spietata che comprensiva, e quando occorre agire sul campo si dimostra molto abile.
Yuri Briar (ユーリ・ブライア?, Yūri Buraia)
Doppiato da: Kenshō Ono e Mirei Kumagai (da bambino) (ed. giapponese), Simone Marzola e Patrizia Mottola (da bambino) (ed. italiana)
Il fratello minore di Yor Forger. È un uomo di vent'anni che lavora nel Servizio di Sicurezza dello Stato di Ostania (SSS). Mantiene il suo lavoro alla SSS segreto a sua sorella, fingendo di essere un normale dipendente pubblico al ministero degli esteri. All'apparenza gentile e un po' goffo, in realtà sa essere spietato e ricorre alla tortura durante gli interrogatori, come altri agenti della SSS. Crede fermamente che ciò che fa è per la nazione e vede nella WISE i nemici dello Stato. Adora sua sorella fino alla venerazione, essendosi presa cura di lui sin da bambino, e prova astio e gelosia verso Loid (antipatia ricambiata da quest'ultimo in quanto sa che Yuri lavora per l'SSS).
Fiona Frost (フィオナ・フロスト?, Fiona Furosuto) / NightFall (夜帷?, Tobari)
Doppiata da: Ayane Sakura (ed. giapponese), Elisa Contestabile (ed. italiana)
Agente segreto donna della WISE. Grazie all'addestramento ricevuto da Twilight, è diventata uno dei migliori agenti sul campo, efficiente, impassibile e inespressiva, capace di non far trasparire alcuna emozione. L'unica cosa capace di farle perdere la sua lucidità e autocontrollo tuttavia è l'amore per Twilight, nato proprio durante il suo mentoraggio. Detesta Yor per essere 'intima' con il suo amato, cercando quando può di prendere il suo posto, senza mai riuscirci. Potendo leggere i suoi pensieri nei confronti dei suoi genitori, Anya la detesta.
Donovan Desmond (ドノバン・デズモンド?, Donoban Dezumondo)
Doppiato da: Takaya Hashi (ed. giapponese), Pietro Ubaldi (ed. italiana)
È il presidente del Partito di Unità Nazionale di Ostania e attuale obiettivo di Twilight. Le sue macchinazioni potrebbero compromettere la pace tra Est e Ovest, per questo l'agente ha il compito di avvicinarlo, scoprire i piani e sventarli prima di una crisi diplomatica. Non si sa molto di lui, a parte che è paranoico, non facendosi mai vedere in pubblico se non per riunioni speciali alla scuola Eden, la più prestigiosa del Paese, frequentata dai suoi figli Demetrius e Damian. Per questo motivo Loid deve crearsi una famiglia e mandare la figlia all'Eden, in modo da farsi amico il figlio minore o acquisire abbastanza prestigio da permettergli di incontrarlo. Donovan sembra attribuire grande importanza ai risultati e non mostra interesse o affetto nei confronti del figlio minore, Damian, perché ritiene che in fondo genitori e figli siano come estranei, incapaci di comprendersi realmente. Loid, conoscendolo, lo definisce imperscrutabile.
Melinda Desmond (メリンダ・デズモンド?, Merinda Dezumondo)
È la moglie di Donovan Desmond, e madre di Demetrius e Damien. Yor la conosce quando la aiuta con dei pacchi in un centro commerciale, e come segno di gratitudine la donna le chiede di unirsi a lei e alle sue amiche, passando la giornata assieme. Quando scopre che Yor è la madre di Anya, Melinda si presenta, ma nonostante l'incidente avvenuto tra i figli non sembra preoccuparsene, chiedendole di mantenere i rapporti. Da Twilight si scopre che, come il marito, mantiene una cerchia ristretta di amicizie, ma non si cura molto di politica, preferendo frequentare la Lady Patriots Society, un gruppo di madri d'élite a Berlint. Contrariamente al marito, Melinda è estroversa, molto energica ed è pronta a fare amicizia con gli altri, tanto che non si preoccupa troppo dello status e vuole semplicemente che coloro che la circondano siano se stessi. Nonostante ciò Melinda mantiene pochi contatti con i figli, mentre sembra odiare il marito, tanto che i due sembrano vivere separatamente, e sembra soffrire di un disturbo bipolare, come mostra quando si congeda da Yor o quando va dal figlio Damien, dopo che questi con la sua classe era stato tenuto in ostaggio: Melinda esprime quanto fosse preoccupata ed è grata che sia al sicuro, ma quando il bambino menziona il padre la donna si incupisce e Anya, leggendo la sua mente, vede come i suoi pensieri vadano avanti e indietro tra affetto materno e assoluto disprezzo nei confronti di Damien.